# Лютікова Ірина Ігорівна
Лютікова Ірина Ігорівна (нар. 26 серпня 1965, Ростов-на-Дону, Росія) — український політик, народний депутат України III скликання (1998⁣ — ⁣2002).

## Життєпис
Закінчила Ростовський державний університет, фізико-математичний факультет (1987), математик.
Народний депутат України 3-го скликання з березня 1998 від Партії Зелених України, № 15 в списку. На час виборів працювала комерційним директором рекламної агенції «Пріоритет» (м. Київ). Член фракції ПЗУ (травень 1998 — листопад 1999), член групи «Трудова Україна» (листопад 1999 — квітень 2001); член Комітету з питань свободи слова та інформації (з липня 1998).
У березні 2006 — кандидат в народні депутати України від Партії зелених України, № 8 в списку. На час виборів тимчасово не працювала, безпартійна.
- 1984-88 — препаратор катедри фармакологічної та клінічної фармакології, Ростовський медичний інститут.
- 1982-87 — студент, Ростовський державний університет.
- 1987-92 — інженер, Інститут радіофізики та електроніки АНУ, м. Харків.
- 1992-93 — програміст, ф. «Пінго-М», м. Харків.
- 1993-95 — заступник комерційного директора, СП «Alsh Trading Ukraine», м. Харків.
- З 1995 — асистент президента, представництво «OSTEX» в Україні. Працювала директором, комерційним директором, рекламної агенції «Пріоритет», м. Київ.